# 建築保全センター
一般財団法人 建築保全センター（けんちくほぜんセンター）は、建築物の維持管理、改修、施設マネジメントなどの保全に関する調査研究・企画立案・技術開発等の業務を通じて公共建築物の適正な保全を支援している団体である。以前は国土交通省所管の財団法人であったが、公益法人制度改革に伴い2012年に一般財団法人へ移行した。
英名はBuilding Maintenance & Management Centerであり略称としてBMMCが使われている。
主に、次のような業務を行っている。
◆インターネットを活用して地方公共団体の建築物の保全情報を一元的に管理し保全業務や総合的な施設計画を支援するツールである保全マネジメントシステム（BIMMS）のサービス
◆建築改修工事関係、建築保全業務、点検・診断関係の図書の発刊
◆建築改修工事、建築保全業務、その他の普及、啓発を図るため、対面式、WEB式での研修、講習会、講演会

## 概要
- 所在：東京都中央区新川1-24-8
- 設立：1978年4月1日
- 主な役員
  - 理 事 長：鈴木千輝
  - 専務理事：下野浩史
  - 常務理事：橋本浩志